# El Porvenir, General Francisco R. Murguía
El Porvenir är en ort i Mexiko.   Den ligger i kommunen General Francisco R. Murguía och delstaten Zacatecas, i den centrala delen av landet, 700 km nordväst om huvudstaden Mexico City. El Porvenir ligger 2 031 meter över havet och antalet invånare är 198.
Terrängen runt El Porvenir är lite kuperad. Runt El Porvenir är det mycket glesbefolkat, med 3 invånare per kvadratkilometer. Närmaste större samhälle är Nieves, 12,4 km öster om El Porvenir. Omgivningarna runt El Porvenir är i huvudsak ett öppet busklandskap.